# 聖福寺 (福岡市)
聖福寺（しょうふくじ）は、福岡県福岡市博多区にある臨済宗妙心寺派の寺院である。栄西創建で、日本最初の本格的な禅寺、「扶桑最初禅窟」として知られる。境内は国の史跡に指定されており、主に江戸時代に再建された伽藍がある。山号は安国山（通称は安山）。

## 歴史
寺に伝わる『栄西言上状』によると、建久6年（1195年）に日本の臨済宗開祖の栄西が宋より帰国後、鎌倉幕府・源頼朝より八町四方（約900ｍ四方）を賜り、博多居住の宋人が建立した百堂跡に寺院を創建した。元久元年（1204年）に落成し、「扶桑最初禅窟」および「方丈」の宸翰を賜り、山門には後鳥羽天皇の宸筆と伝わる「扶桑最初禅窟」の額が懸かる。これが日本最初の本格的な禅寺であり、禅道場である。最盛期は、京都五山十刹制の第3位に列する名刹であり、丈六の釈迦・弥勒・阿弥陀三世仏を安置する七堂伽藍、および塔頭・子院を38ケ寺も擁する一大伽藍を誇る博多の中心的寺院であった。境内の中に寺中町（関内と呼ばれている）を形成し、今にも残る博多の地名で、普賢堂、中小路、魚町、天屋、蓮池、西門などは当時の寺内町の町割りがそのまま残ったものである。また子院・直指庵は九州探題が置かれた場所でもあり、外交交渉の窓口として外交僧を輩出した。室町時代末期・永禄6年（1563年）には戦乱で兵火を受け伽藍が焼失。永禄11年（1568年）第110世・耳峰玄熊が住職に就任し、元亀元年 (1570年)から 再興するが、再び天正2年 (1574年) 伽藍がことごとく消失し荒廃する。天正15年（1587年）に豊臣秀吉による太閤町割によって境内は四町四方に縮小されるが、領主小早川隆景が寺領300石を寄進、隆景庇護のもと、玄熊が仏殿や総門などの諸堂宇を再建した。その時の状況を伝える、隆景寄進の銘がある朝鮮鐘や、「永禄の変で散逸したが修補した」旨の玄熊の奥書のある「聖福寺絵図」や寺内町の「借家牒」などが現存し、玄熊は中興の祖と称せられる。他文禄4年（1595年）に豊臣秀吉より200石、慶長5年（1600年）に黒田長政より200石など、幾多の武将による寺領の寄進が伝えられている。
当寺は、当初臨済宗単独寺院であったが、開山の栄西が京都に建仁寺を開山したのち、建仁寺派となる。また、江戸時代には黒田長政の命により、妙心寺派となり現在に至っている。
江戸時代の文化・文政期には、禅画で名高い仙厓義梵がこの寺の住職を務め、文人の間に当寺の知名度を上げた。
現存する主要な伽藍は、江戸時代に再建されたものであり、三門、仏殿、本堂が一直線に並ぶ配置は、禅宗寺院の典型的な伽藍配置をよく示しており、境内は国指定史跡となっている。
1946年8月から1947年2月まで164名の引揚孤児の世話がなされた「聖福寮」は、福岡引揚援護局によって開かれ、福岡友の会が実務を担当したが、この寮は当寺の境内に設けられた。

## 伽藍

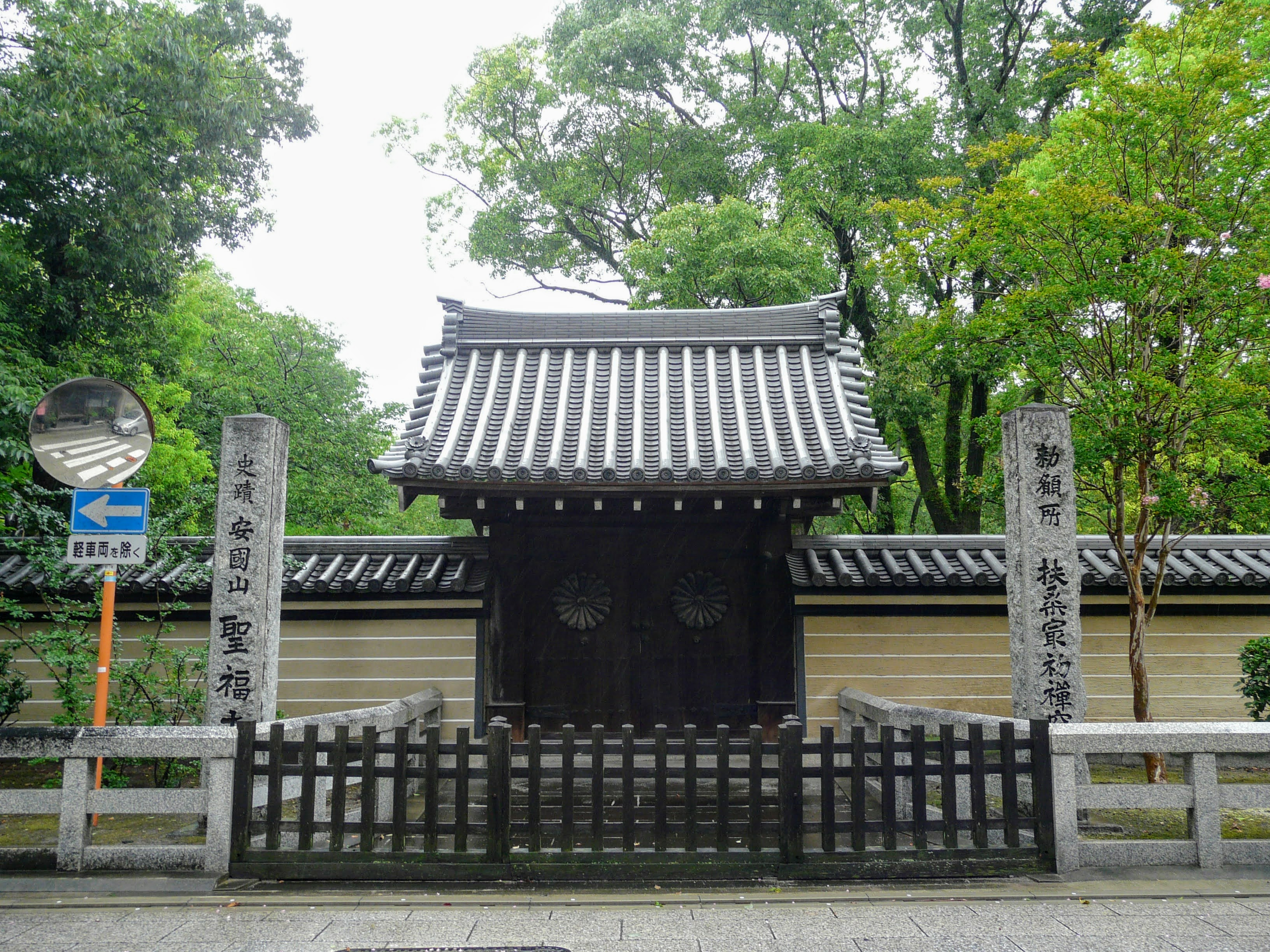
勅使門

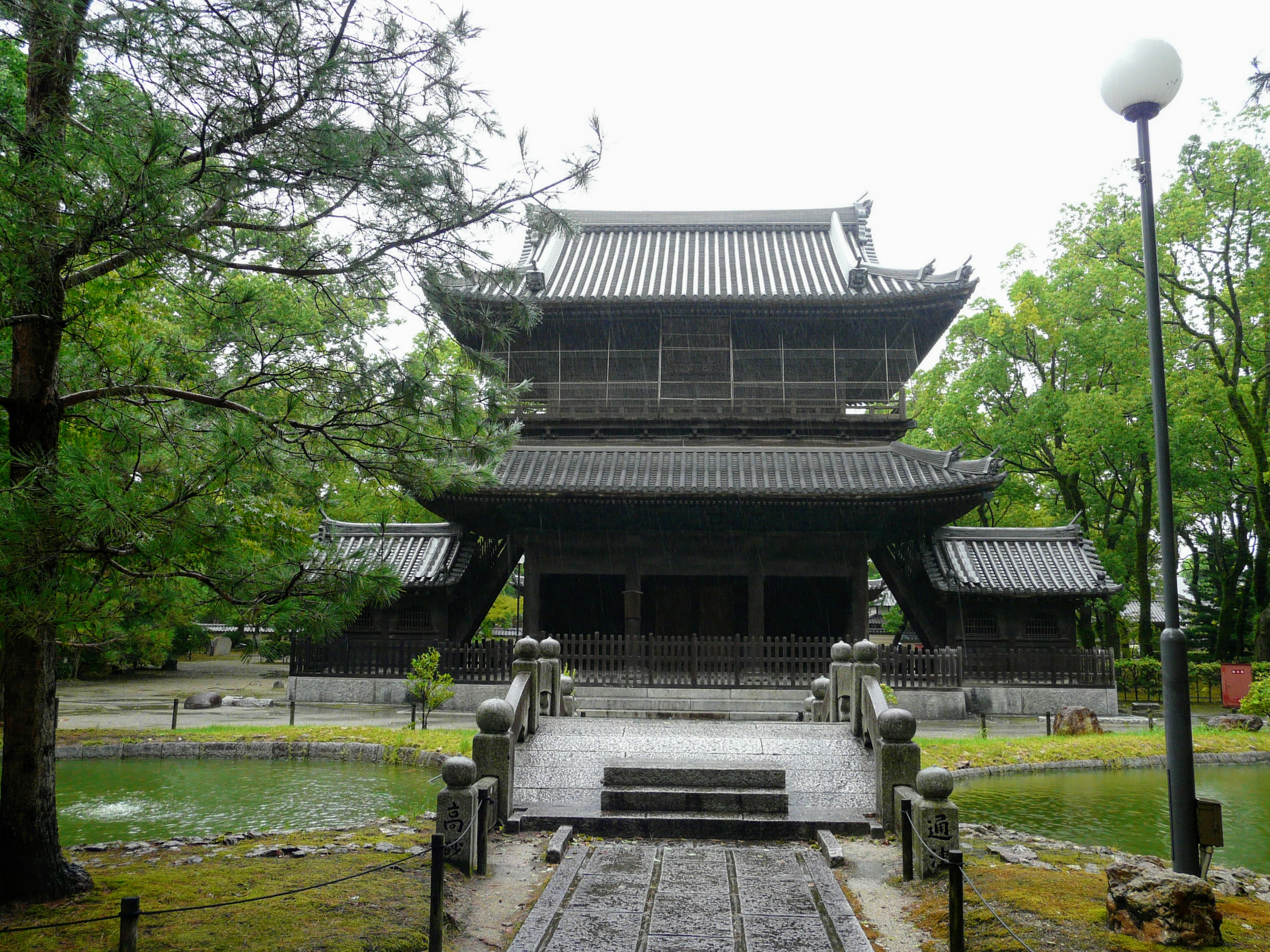
山門前に瓢型放生池と太鼓橋

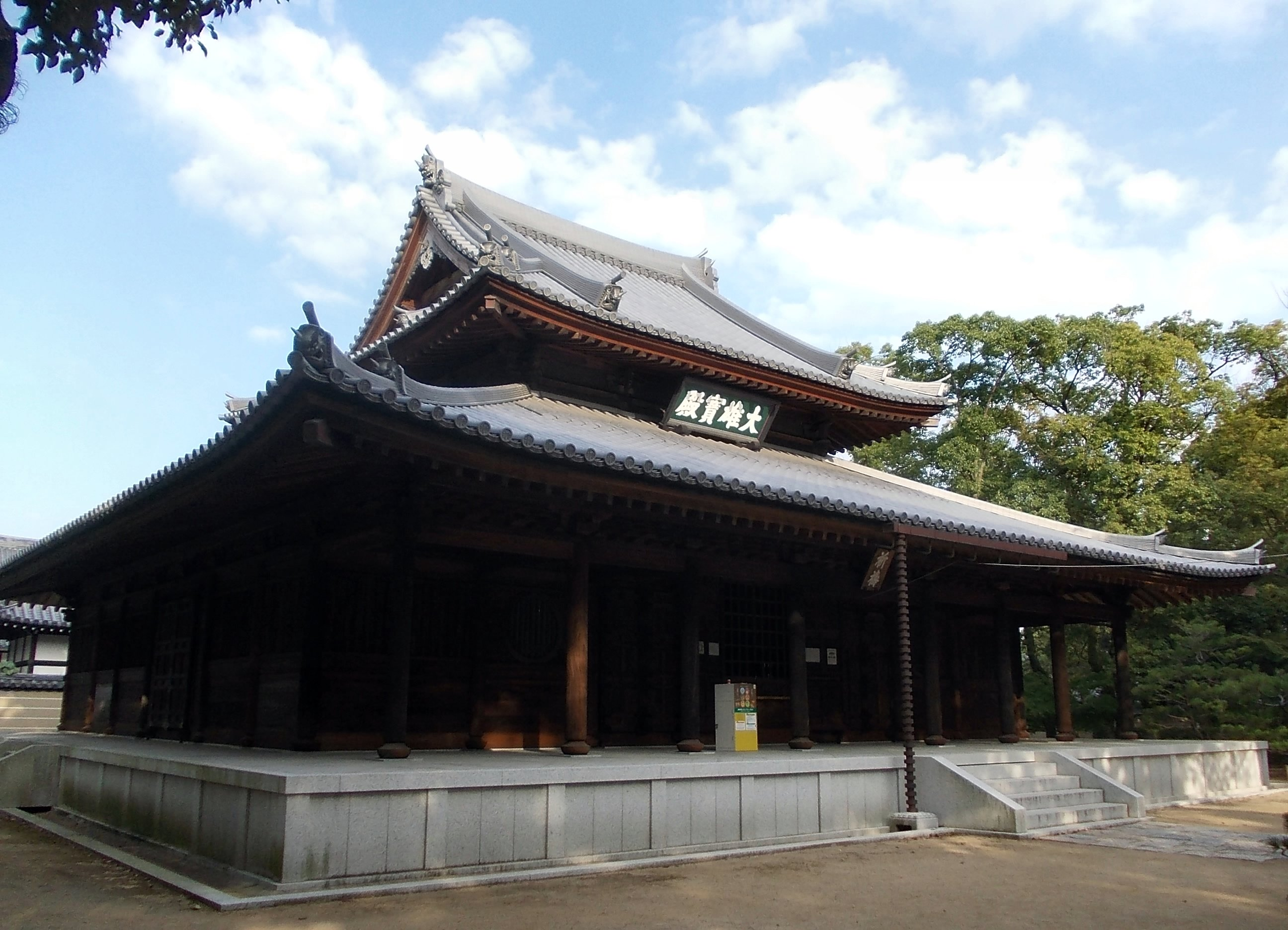
仏殿

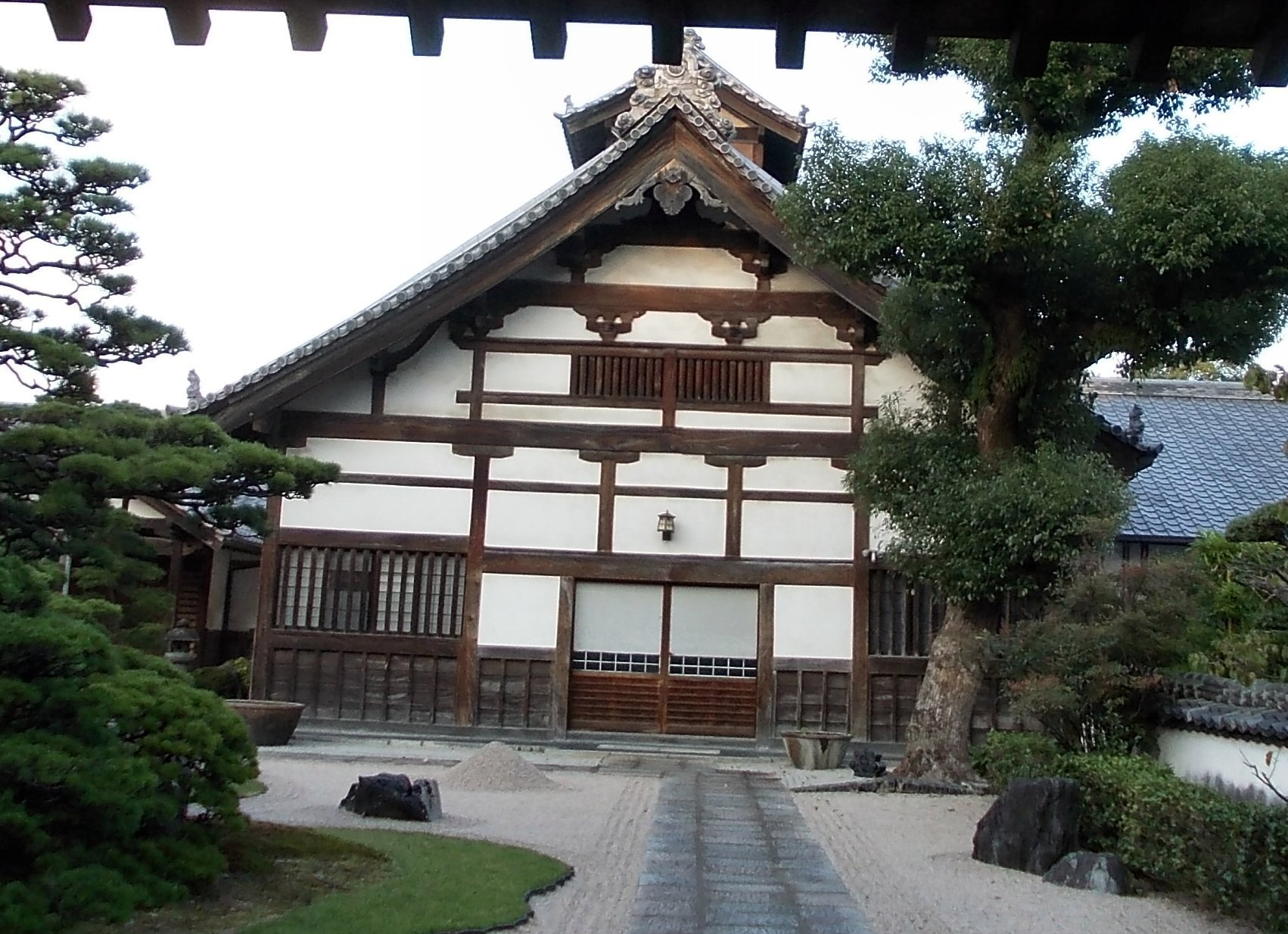
庫裏

伽藍配置は、典型的な禅宗様式。日本最初の禅道場として、塔頭も含め全域が国の史跡指定。境内は拝観自由だが堂宇内部は基本的に拝観不可で、通常は一般公開を行っていない。行事等がある時のみ公開される場所がある。
- 総門 - 四脚門、切妻造本瓦葺。足利紫山[注釈 1]書の「安國山」の扁額が掛かる。寺伝によると、名島城にあった門を移築したと伝わる[8]。
- 勅使門 - 切妻造本瓦葺。門扉に十六弁菊花紋章がある。文政10丁亥年（1827年）修築の棟札がある[9]。
- 無染池 - 勅使門と山門の間にある放生池。池の形状が瓢箪形のため「瓢池」とも呼ばれている。2010年（平成22年）に造園・作庭家の北山安夫により大幅に改修された[10]。
- 山門 - 江戸初期に櫻井神社の観音堂を移築、その後、慶応2年（1866年）に焼失。1911年（明治44年）に再建。上層に龍の天井絵、千手観音、十六羅漢像が安置されている[11]。 -
- 鐘楼 - 天正17年（1589年）建立。のち宝暦9年（1759年）改築。重要文化財の銅鐘（朝鮮鐘）が1976年（昭和51年）まで掛かっていた[12]。
- 仏殿 - 天正17年（1589年）に再建され、2012年（平成24年）9月8日に2年余りを掛け増改築を行い落慶法要し、丈六三世仏の過去仏「阿弥陀如来」、現世仏「釈迦如来」、未来仏「弥勒如来」を新たに造立し安置[13]。
- 方丈 - 慶長6年（1601年）福岡藩初代藩主・黒田長政により、肥前名護屋城より移築。長政修理の棟札が残る。その後、雨漏りなどの傷みがひどく、棟が崩落し、弘化2年（1845年）大改修。1930年（昭和5年）、1987年（昭和62年）にも改修が行われた[14]。
- 庫裏 - 天正17年（1589年）に建立され第120代住職（寛保2年（1742年） - 寛延3年（1750年）在任）鶴州禅壽が改築、のち1909年（明治42年）改築。1968年（昭和43年）に大改築[15]。
- 禅堂 - 享和2年(1802年)第123代住職・僊厓（ぜんがい）が塔頭・継光院から移築。前門に僊厓筆の「樹下之居」扁額、後門にも同「後門規定」扁額が掛かる。本尊は、2002年（平成14年）造立の文殊菩薩。内部は2007年（平成19年）に全面改修[16]。
- 経蔵 - 天和2年（1682年）に建立され、一切蔵経が収められている。「龍宮海咸」の扁額が掛かる[17]。経蔵及び輪蔵は、福岡県の有形民俗文化財。
- 開山堂 - 塔頭・護聖院にあり、開山の栄西禅師の座像が安置する。第123代住職僊厓筆の「興禅護聖禅院」の扁額が掛かる[17]。
- 墓域 - 大村雅朗[18]、第32代内閣総理大臣・広田弘毅[19]、緒方竹虎、玄洋社初代社長の平岡浩太郎[20]の墓、小早川隆景供養塔がある[21]。

### 塔頭寺院
円覚寺、広福庵、節信院、瑞応庵、護聖院、幻住庵、西光寺などがある。

### 鎮守社
境内に3社の鎮守社がある。
- 八幡社
- 白山社
- 稲荷社

## 文化財

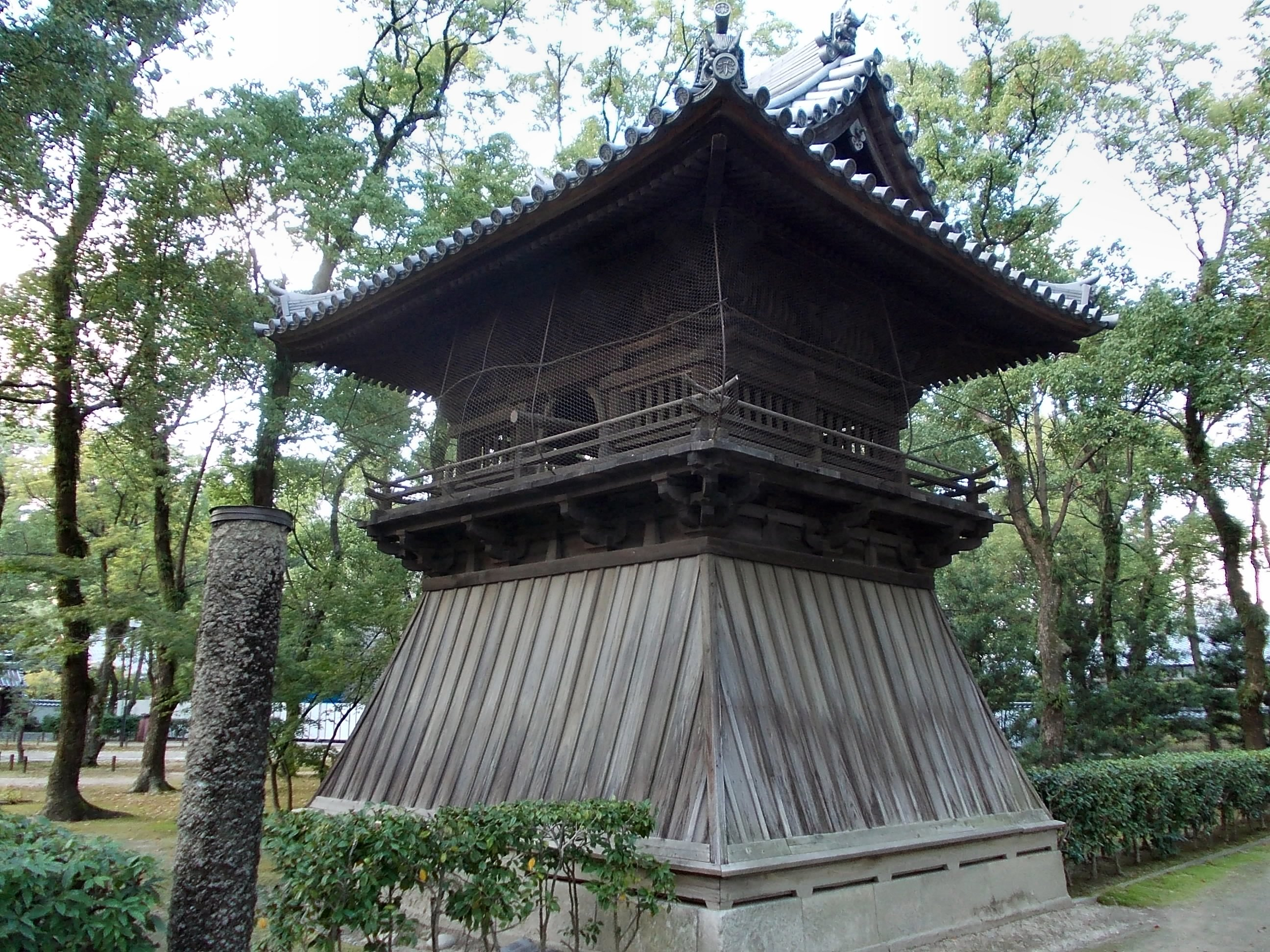
鐘楼

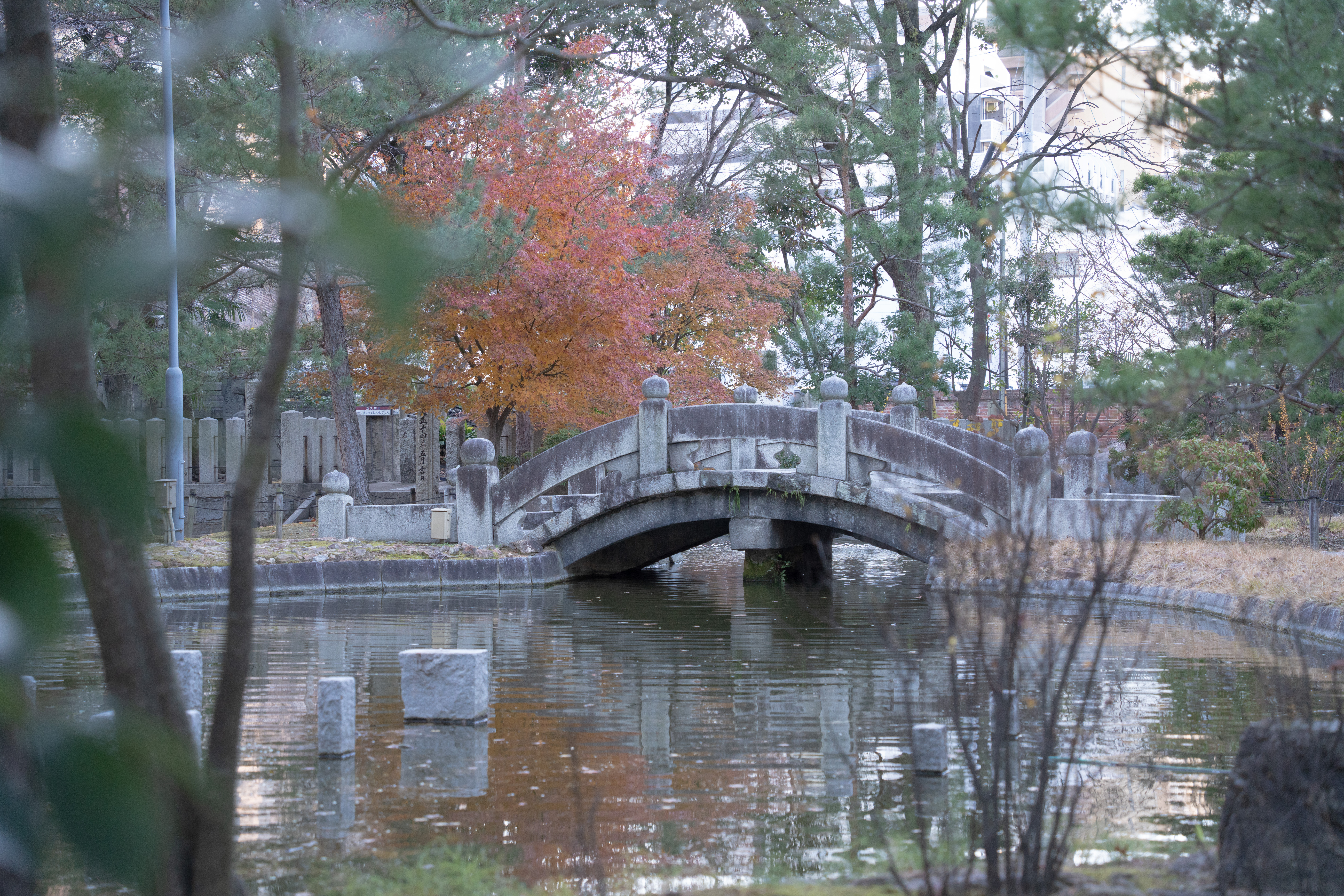
庭園の池と太鼓橋

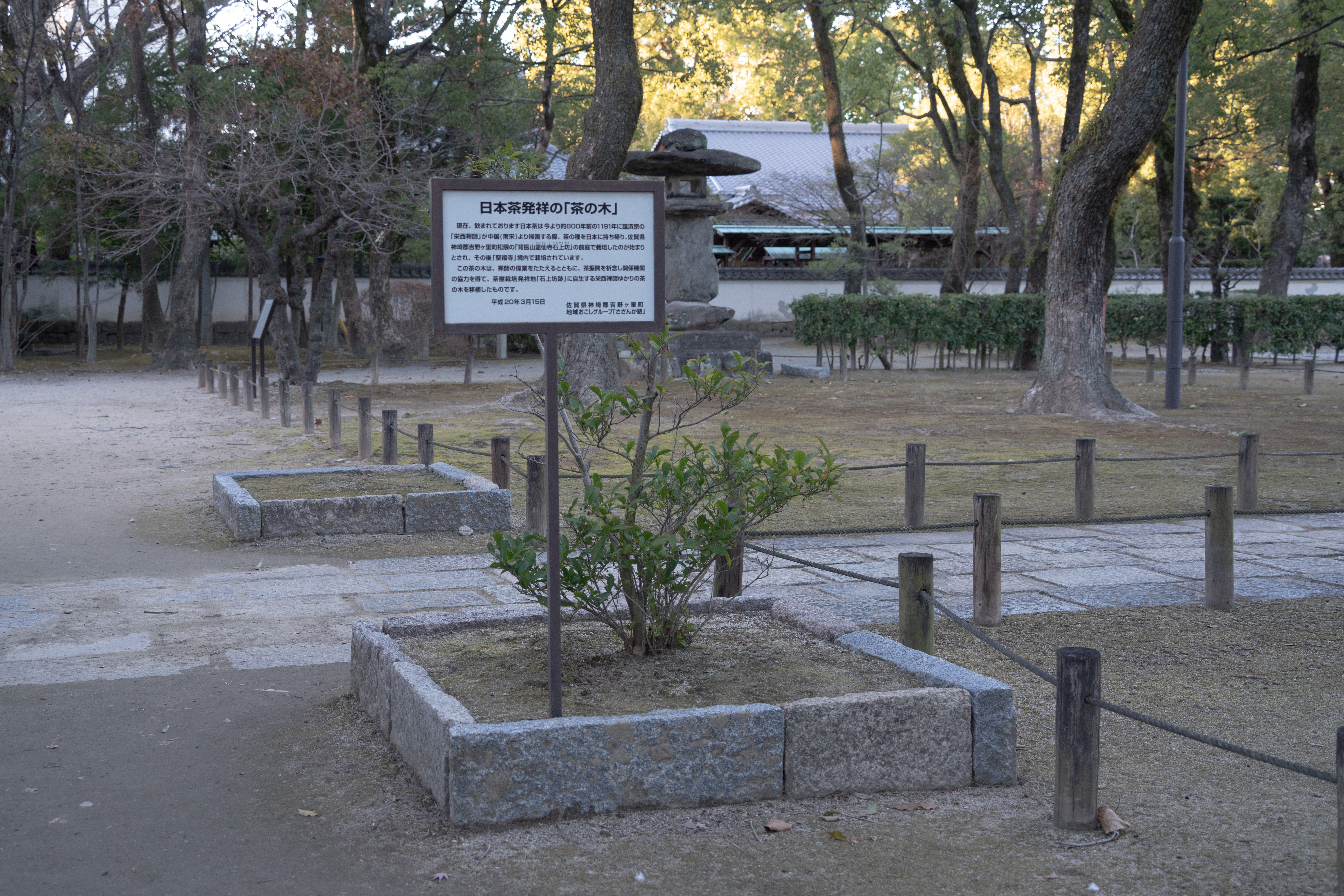
日本茶発祥の「茶の木」

### 国指定

#### 史跡
- 聖福寺境内 - 指定年月日：1969年（昭和44年）11月7日。指定基準：社寺の跡または旧境内その他祭祀信仰に関する遺跡[23]。

#### 重要文化財
- 絹本著色大鑑禅師像 - 指定年月日：1912年（大正元年）9月3日。慶元戊午華蔵宗演の題記あり。1198年作[24]。
- 絹本著色高峰断崖中峰和尚像 - 指定年月日：1912年（大正元年）9月3日。比丘文康の賛あり。元時代の作[25]。
- 銅鐘 - 指定年月日：1906年（明治39年）4月14日。朝鮮鐘、高麗時代作。小早川隆景寄進の後銘あり[26]。もとは、1502年（文亀二年）に筑前国志摩郡（現･福岡県糸島市）の平等寺に伝来したもので、1533年（天文二年）の大内氏と大友氏の軍事紛争によって大内氏に奪われ、山口の本圀寺が所有した。その後、大内義隆が1537年（天文六年）に寄進したことで再び平等寺に戻り、さらに小早川隆景の寄進によって、現在に至るまで聖福寺が所有している[27][28][注釈 4]。
- 有柄細型銅剣 1口・内行花文鏡 1面 - 指定年月日：1952年（昭和27年）3月29日。糸島郡怡土村大字三雲（現・糸島市（元・前原市）三雲）出土[29][30]。

### 福岡県指定

#### 有形文化財
- 梵鐘 - 指定年月日：1958年（昭和33年）10月29日[31]。
- 銅製雲版 - 指定年月日：1958年（昭和33年）10月29日[31]。
- 仙厓関係資料 15点 - 指定年月日：1991年（平成3年）11月15日[32]。

#### 有形民俗文化財
- 輪蔵 附 経蔵 - 指定年月日：1963年（昭和38年）1月16日[33]。

### 福岡市指定

#### 有形文化財
- 木造十六羅漢像 16躯 附 石膏型 - 指定年月日：2001年（平成13年）3月12日[34]。
造立技法は、油土（脂土、ゆど・あぶらつち）で原型を作り、石膏型におこし、それをさらに星取器（比例コンパス）で木材にうつして木彫としたものである[35]。
内訳：賓度羅跋囉堕闍尊者、迦諾迦伐蹉尊者、迦諾迦跋釐堕闍尊者、蘇賓陀尊者、諾距羅尊者、跋陀羅尊者、迦哩迦尊者、伐闍羅弗多羅尊者、戎博迦尊者、半託迦尊者、羅怙羅尊者、那迦犀那尊者、因掲陀尊者、伐那波斯尊者、阿氏多尊者、注荼半託迦尊者、石膏原型（伐那波斯尊者）。大正時代、山崎朝雲作[36]。
- 聖福寺古図 - 指定年月日：2004年（平成16年）3月11日[37]。 
形態：紙本著色　巻子装。第一紙、第二紙、第三紙、奥書の4構成である[38]。
中世の博多を描いた絵図として「博多古図」と称するものが多数伝存するが、それらは江戸時代に描かれた復元図・回想図である。本古図はそれら「復元図・回想図」とは異なり、堀・蓮池・土塀と複数の門に囲まれた聖福寺境内の寺内町、諸堂、立ち並ぶ町家など、中世の博多の町を、その当時に描写したものであり、聖福寺・承天寺・寺内町・蓮池・堀の景観はもとより、海岸部の石塁、大鋸を使う職人など、中世博多の寺院や町研究、また職人史研究の貴重かつ稀有な絵画史料である[38]。
聖福寺古図は、図紙本著色で一巻に成巻され、絵図（三紙）と奥書（一紙）からなるが、第二紙と第三紙の間に脱落あり、再画された部分もある。九州大学九州文化史研究所が戦前に写した写本があるが、配列が若干異なり、かつて現状と異なる貼り継ぎ方であったといえる。『筑前國中神佛寳物紀』（延享四年（1747年）に「聖福寺之繪図　三枚」とあるが、本古図に関わる記録と考えられ、岡倉天心は1912年（明治45年）の旅行日誌に「聖福寺古地図一巻　永禄一」と記している[38]。
奥書に記されている永禄午は永禄13年（元亀元年（1570年））のこと。奥書を書したのは、聖福寺を二回再興したことで知られる聖福寺第百十世住職・耳峰玄熊である。
永禄5年（1562年）11月ごろ、宝満城督・高橋鑑種は毛利に内通し、主君の大友宗麟に対して反乱を起こした。博多もその影響を受け、戦乱に巻き込まれ、聖福寺も戦火で焼失。大友・毛利の立花城をめぐる攻防戦は熾烈を極めたが、永禄12年（1569年）に大友の勝利で戦が終結し、北部九州に一時の平穏が訪れた。
永禄11年（1568年）5月に聖福寺住職となった耳峰玄熊は、永禄13年（元亀元年・1570年）以降、様々な再興に取り組んでいる。当古図・奥書によると、「聖福寺古図」は永禄6年（1563年）の戦乱で過半が紛失したが、玄熊が残余を拾い集め修復したと記されている。このことは、永禄13年（1570年）3月26日の日付がある「栄西言上状極書」の内容と酷似している。 また、奥書より「聖福寺古図」の成立年代は、永禄6年（1563年）以前ということが分かるが、成立時期がいつなのかは不明である[38]。
古図は聖福寺を中心に、その周囲の塔頭や境内にあった寺内町（関内と称する）が描かれているが、聖福寺に関しては、見取り図のみが描かれ景観は描かれていない。そのため造営中に描かれた絵図との説もある。古図に描かれている三門・仏殿・法堂・方丈と並ぶ諸堂の基本的な配置は現在と同じで、聖福寺の右手には承天寺が描かれ、両寺の背後には堀がめぐり、寺内町左側の蓮池へと続き、蓮池の左側は途中で切れ脱落がある。承天寺の背後に松林があるが、箱崎松原へと続く松原であると考えられている。 蓮池左側の第三紙には、博多の海岸部が描かれ、松原の左に見える石塁は海岸部にあることから、13世紀後半に築かれた元寇防塁であると考えられている。石塁の外側では、大工達が大鋸や手斧で木を加工しているが、船大工と考えられている。描法は大和絵を踏襲し、一画面多視点の描画であり、絵画の観点からも成立年は戦国期から室町期まで溯りうると考えられる[38]。
- 安山借屋牒 - 指定年月日：2004年（平成16年）3月11日[39]。 
形態：冊子・楮紙・袋綴。墨付丁数：32丁[40]。
安山借屋牒は、安国山聖福寺の境内に形成された寺内町の課税台帳である。「聖福寺古図」からも、中世博多の聖福寺境内に寺内町・門前町が形成されていたことが分かるが、その実態を本文書によって具体的に知ることができる。寺内町を「関内」と称したことも博多独特の用語であるいわれ、記載された町名9町のうち、中小路、普賢堂、魚之町は近世にも引き継がれた町名だが、近世期には消滅した中世博多の地名を知ることができる。また、追記や貼り紙によって「百姓」と呼ばれた博多住人の変動、商工業者の成長、および、その信仰や習俗をも窺うことができる。特に聖福寺の寺院経済、町家の規模と住人、博多住民にかかる諸税が、この史料から明確になる。さらに「聖福寺古図」や様々な発掘データと照合することで聖福寺寺内町復元のための貴重な基礎史料となっている。聖福寺境内は当初、方八町（八町四方）であったが、のちに豊臣秀吉により方四町（四町四方）に縮小されたが、本資料はそれ以前の中世博多の都市の実態を示す史料である[40]。
天文十二年（1543年）の年紀があり、奥書に「聖福寺第百五世住持湖心碩鼎」と「第百七世住持前住惟新元命」の名がある。湖心碩鼎は、第18次遣明船の正使として入明したことで知られている。また奥書に、追筆で「此帳、永禄乱雖失之、予住山之後、返璧也、元亀三年十月吉日、玄熊（花押）」と記されている。 追筆にある玄熊は、前述した聖福寺第110耳峰玄熊である。奥書にある元亀三年（1572年）の玄熊の追筆により、永禄6年（1563年）の兵乱により散逸したものを、玄熊が「返璧」（回収・回復）したことが分かる。この安山借屋牒の戦乱による散逸、玄熊の手による回収、修復の経緯も前述した「聖福寺古図」と同様である[40]。
なお、「筑前国続風土記附録」、「筑前国続風土記拾遺」にも「借屋帳」が什物の一つとしてあげられている。
安山借屋牒は、天文12年（1543年）当時の聖福寺寺内町（関内と書かれている）の有様が記されている借家・借地人の名と間数と地料、夫銭を記した借家・借地料徴収台帳である。中小路・普賢堂・窪小路・外窪小路・鰭板・魚之町・魚之町店屋・中屋敷・毘沙門堂前・門前新屋敷など、町ごとにまとめられ、借家一軒ごとに、間口・借家人・地料・大山口夫・小山口夫・小夫銭・銭の合計が記されている。ほとんどの借家が間口一間前後であり、当時の屋敷の規模が推定でき、大山口夫・小山口夫などの課役が記され、当寺の博多にどのような税が掛けられていたかが克明に記されている。  記載された住人の数は290余名を数え、ほとんどが仮名で名前のみが記され、「百姓」と呼ばれているが、中には例外的に職業を記した箇所があり、それらから当時の聖福寺寺内町に、織屋・紺屋・あめ屋・酒屋・桶大工などの商工業者が住んでいたことがわかる。また、天文12年（1543年）以降、玄熊時代までの30年間における借家人の変更を貼り紙で示すとともに、所々の追記内容から町の発展、博多住民の成長を窺うことができる[40]。
なお、1962年（昭和37年）に九州史料集刊行会より九州史料叢書の一冊として翻刻が行われている。
- 絹本著色源頼朝像　附 立花増弘筆 奉命贈聖福寺丹岩和尚書 一幅 - 指定年月日：2014年（平成26年）3月17日[41]。
形態：絹本著色 掛幅装 二重の桐箱に収められている[41]。
絹本著色源頼朝像は狩野昌運により元禄11年（1698年）に描かれた絵画で、掛幅に表装され二重の桐箱に収められている。法量は縦148.4cm、横111.3cmである。像容は衣冠東帯を着用した成年男性が、左前を向いて笏を持ち太刀を腰に帯び上畳に座する姿を、おおよそ等身大に描かれている。本像の製作と当寺への伝来の経緯は、附の立花増弘筆奉命贈聖福寺丹岩和尚書や旧軸木墨書銘、その他の関連史料より明らかとなっている。源頼朝五百年遠忌の元禄11年（1698年）１月13日に当たり、聖福寺当住（百十六世）の丹巌義誠和尚は、源頼朝を開基大壇越と仰いでいたため、遠忌法要を企図したが、当時の聖福寺には、源頼朝を礼拝の対象とするような尊像が存在しなかった為、前・福岡藩主黒田光之が絵師・狩野昌運に命じ、山城国・高雄山神護寺所蔵の頼朝像を模すことで本像を製作させ、前・家老の立花増弘を介し聖福寺に寄贈したものである[41]。
附文書一幅は、紙本墨書で掛幅に表装され、法量は縦51.3センチメートル、横37.9センチメートルで、巻留に「頼朝公眞像寄附書状 聖福寺什寶」と墨書がある。桐箱に収められ、箱には蓋の表には「頼朝公畫像寄附書状 立花増弘書」、蓋の裏には「昭和三十九甲辰歳七月箱新添 安國山聖福寺 現住戒應代」と墨書銘がある。本文書は頼朝像の製作と当寺への寄贈の経緯を明確に示す史料である[41]。

## 所在地
福岡県福岡市博多区御供所町6-1

## 交通アクセス
- 福岡市地下鉄空港線祇園駅から徒歩3分